# 圣血门

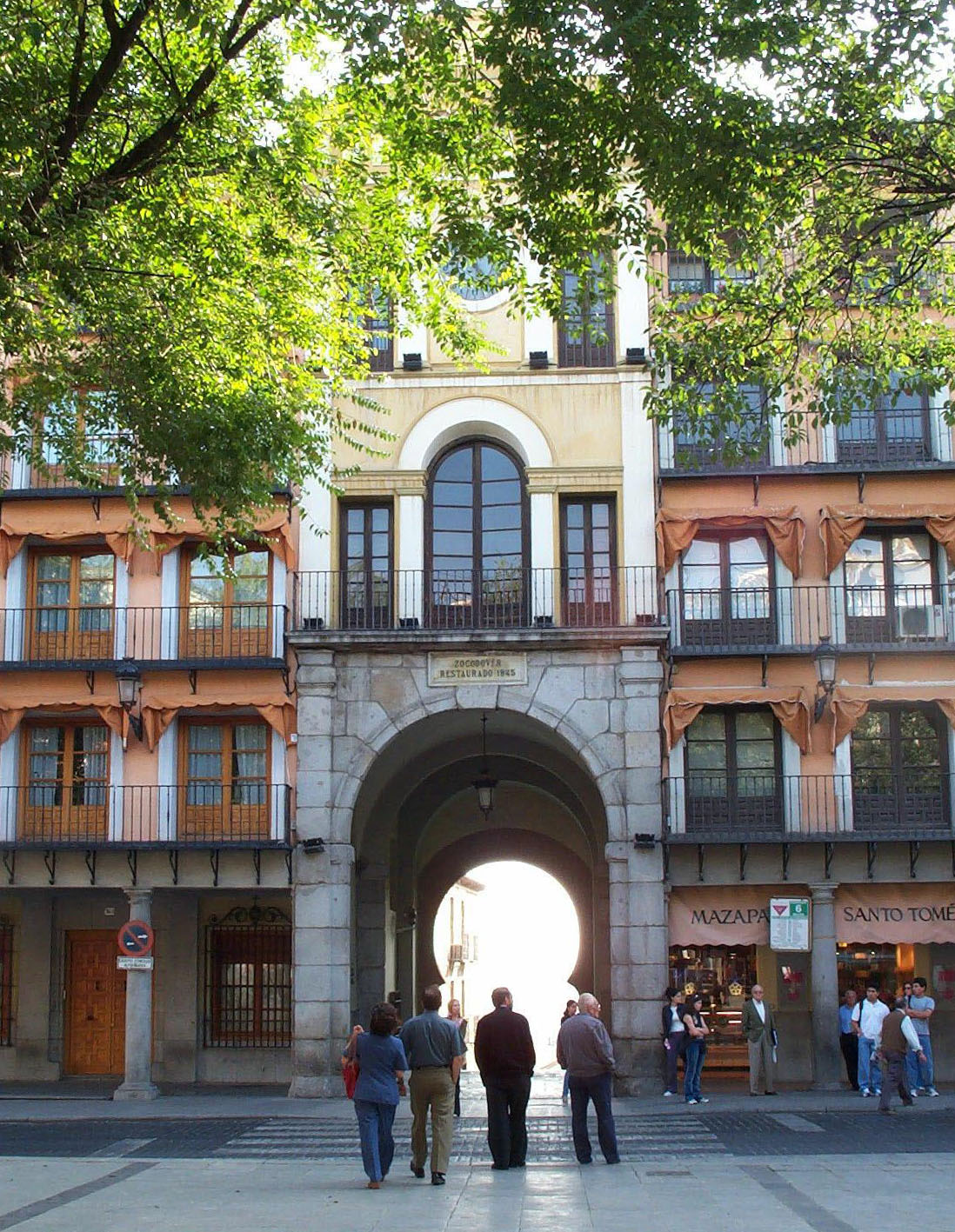

圣血门（Arco de la Sangre）是一座宏伟的拱门，位于西班牙卡斯蒂利亚-拉曼恰自治区城市托莱多古城中心苏克德贝尔广场（plaza de Zocodover）的东侧，连接塞万提斯街（calle de Cervantes）。它起源于阿拉伯时期，名为“马门”（Bab-al-Yayl，puerta de los Caballos）。 在西班牙内战期间，虽然周围的建筑物遭受了破坏，但是该建筑得以幸存了下来。